# Roberto VIII Bertrand de Bricquebec
Roberto de Bertrand (1273 - Beaumont-en-Auge, 1348), barón de Bricquebec, vizconde de Roncheville, fue un señor normando de principios del siglo XIV. Fue a la vez hombre de Estado, diplomático y militar, y sirvió especialmente con los reyes Felipe V, Carlos IV y Felipe VI. Fue elevado a la dignidad de mariscal de Francia en 1325. Los documentos de la época lo llamaban: Robert Bertrand, sire de Bricquebec.

## Biografía
Intervino en la llamada Cruzada contra la Corona de Aragón (1285), la invasión de Aragón en tiempos de Pedro el Grande por parte de Felipe III, para ayudar a su tío el rey de Nápoles, Carlos de Anjou.
En 1316, Roberto Bertrand fue enviado por el rey de Francia a Saint-Germain-en-Laye donde se encontró con Enrique de Sully. El 3 de mayo de 1318 en Poitiers, Robert Bertrand se casó con María de Sully, hija de Enrique IV de Sully, barón de Châlus, encargado de la bodega (grand Bouteiller) de Francia y de Jeanne de Vendôme.
En 1321, Robert Bertrand fue enviado a una misión en Lorena junto con los obispos de Verdún y de Luxemburgo.
En agosto de 1322, Robert Bertrand, acompañado de su suegro Enrique de Sully, y de otros caballeros, son enviados por el rey de Francia en misión a Inglaterra, entonces en guerra contra el rey de Escocia, Roberto I (Robert Bruce). Lo encontramos de nuevo en octubre de 1322 con el rey Eduardo II de Inglaterra, cuando fueron amenazados por un ejército escocés que se acercó a la abadía donde se encontraban el 12 de octubre de 1322. Los caballeros franceses tuvieron que defender el lugar en el que estaban. El combate, llamado Batalla de Old Byland, fue violento y largo. Pero el pánico dominó a los ingleses, que emprendieron la huida. Cayó prisionero de los escoceses. El 3 de junio de 1323 se firmó una tregua entre los reyes de Inglaterra y Escocia y el 3 de junio de 1324 Robert Bertrand y los caballeros franceses se embarcaron en Douvres para regresar a Francia.
En 1325, el rey Carlos de Francia lo nombró mariscal de Francia, con un sueldo anual de 500 libras tornesas. Fue el único mariscal nombrado por Carlos IV durante su reinado entre 1322 y 1328. En los años siguientes estuvo en Flandes, donde se producía una rebelión contra el poder francés. Allí fueron derrotados en la batalla de Cassel (1328).
Dejó de ser mariscal en marzo de 1344, aunque siguió siendo miembro del consejo del rey. Afectado por la epidemia de peste que empezó a devastar Europa, el 3 de agosto de 1348, se documentó la muerte del "alto y pujante monseñor Robert Bertrand, caballero, señor de Bricquebec, de Roncheville, de Barneville,... miembro del Coinsejo del Rey y antiguo mariscal de Francia".

## Matrimonio e hijos
Roberto de Bertrand y María de Sully tuvieron dos hijos y dos hijas: 
- Jeanne Bertrand llamada l'Aînée (n. 1320), recibió Bricquebec y se casó con Guillaume Paynel.
- Roberto (n. 1321), murió a los 25 años en la batalla de Crécy el 26 de agosto de 1346.
- Guillaume, casado con Jeanne Bacon, murió en la batalla de Mauron en Bretaña el 14 de agosto de 1352, sin descendencia. En esta misma batalla de Mauron, murió Guy de Clermont de Nesle, nieto de Guy I de Clermont de Nesle, mariscal de Francia.
- (Philippes-) Jeanne Bertrand, (1325-?), vizcondesa de Roncheville (que ella heredó), casada con Gérard Chabot, luego en 1353 con Guy IV de la Roche-Guyon (1315-1372).